# József Andor Krenner
József Andor Krenner kurz auch Andor Krenner (geboren 30. August 1900 in Budapest; gestorben 21. Juni 1979 ebenda) war ein ungarischer Biologe, Pilz- und Insektenkundler. Er galt als führende Persönlichkeit in der pflanzenbakteriologischen, parasitologischen und mykologischen Forschung in Ungarn und war vor allem an der Untersuchung jener parasitären Pilze beteiligt, die Insekten und andere Schädlinge zerstören. Ihm wird die Entdeckung des Massenbefalls von Blattläusen durch die parasitische Pilzart Entomophthora aphidis aus der Ordnung der Fliegentöterpilzartigen zugeschrieben, mit der er grundlegend neue Ergebnisse auf dem Gebiet der Pflanzenschutzforschung in Ungarn erzielte.

## Leben
József Andor war Sohn des Mineralogen József Sándor Krenner und der Amália Halász. Seine beiden Geschwister waren Gyula Krenner und Kornélia Kammermayerné Krenner, genannt Nelly.
Er durchlief die Haupt- und Mittelschule in Budapest und übte schon als 16-jähriger Schüler mit seinem eigenen Mikroskop.
Nach bestandener Reifeprüfung 1918 am Budapester Madách Imre Gimnázium studierte er zunächst drei Jahre lang Medizin. In dieser Zeit reifte in ihm der Wunsch zur Erforschung mikroskopisch kleiner parasitärer Pilze und Kieselalgen, so dass er schließlich an die Katholische Péter-Pázmány-Universität wechselte, an der er 1924 seinen Doktor-Titel für allgemeine Botanik erhielt.
Ebenfalls 1924 wurde er Assistent in der Botanischen Abteilung des Ungarischen Nationalmuseums. Seine dortige Aufgabe war die Klassifizierung der im allgemeinen Herbarium gesammelten tropischen Doldenblütler (Umbelliferae) entsprechend dem Index Kewensis. Seine folgende Aufgabe, die Zusammenstellung eines Inventars des „berühmten Kieselalgen-Kabinetts“ von Jozef Pantocsek, dessen außerordentlich umfangreiche Sammlung nach dessen Tod vom Nationalmuseum angekauft worden war, gab Krenner die Möglichkeit, in der Fachwelt die Kieselalgen-Objektträger aus Pantocseks Kabinett bekannt zu machen.
In der Botanischen Abteilung des Nationalmuseums erhielt Krenner zudem die Möglichkeit, Pflanzen befallende parasitäre Pilze zu bestimmen. Parallel dazu schuf er für den Museumsdirektor Nándor Filarszky sowie dessen Nachfolger Aladár Scherffel und dessen häufigen Gäste zahlreiche Zeichnungen und Malereien nach original mikroskopierten Aufnahmen der zur Gattung der Armleuchteralgen zählenden Gattung Chara sowie der Phycomyceten, eine heute obsolete Pilzklasse, die heute in die Eipilze, Jochpilze, Chytridiomycetes und andere aufgeteilt ist.
In der zweiten Hälfte der 1920er Jahre musste sich Krenner ab 1926 als Tagelöhner verdingen, bevor er ab 1929 als Versuchsassistent, ab 1936 bis zum Ende des Zweiten Weltkrieges als Oberassistent, in der Pflanzenschutzforschung wirkte. Während er im Zeitraum von 1945 bis 1951 als Versuchsleiter arbeitete, hatte er 1946 seine Habilitation als Privatdozent für Pflanzenparasitologie erhalten. Von 1946 bis 1951 unterrichtete er als Privatlehrer an der Pázmány-Péter-Universität und war unterdessen ab 1948 als Sachverständiger am Budapester Gericht gefragt.
Krenner gründete das Dienstlabor Pflanzenschutzschadenverhütung, dem er ab dem 1. Januar 1952 bis 1960 als Leiter vorstand.
Noch 1963 kandidierte Krenner für eine Stellung als Agrarwissenschaftler.
József Andor Krenner wurde auf dem Friedhof Farkasréti temető beigesetzt.

## Ehe
Krenner ehelichte 1925 Melinda Wenck, ungarisch Melinda Védfy. Nach einer Scheidung heirateten die beiden 1951 ein zweites Mal.

## Schriften (Auswahl)
- J. A. Krenner et al.: Adatok Albania flórájához. Csiki Ernö. JA-vorka Sandor es Kümmerle Jenö Bela gyüjtese. Feldolgoztak ... (= Additamenta ad floram Albaniae. Explorationes ab E. Csiki, A. Javorka et E. B. Kümmerle peractae. (= A Magyar Tudományos Akadémia Balkán-kutatásainak tudományos eredményei, Bd. 3), mit Texten in ungarischer und deutscher Sprache, Budapest: Stephaneum r.t., 1926[4]
  - als Sonderdruck mit graphischen Darstellungen aus Adatok Albánia flórájához, Teil 1: Algae. Bacillariales (1926), S. 90–121
- Bánhegyi József, Kalmár Zoltán (Hrsg.), Balázs Gyula, Szemere László, Manninger G. Adolf, Moesz Gusztáv, Krenner József Andor: Magyar gombászati lapok. Acta Mycologica Hungarica, Reihe II., Bde. 3–4, Budapest, 1945
- The post-war remains of the diatom collection of Dr. József Pantocsek, in: Studia Botanica Hungarica, Bd. 14, Budapest, 1980, S. 9–28; Digitalisat über das Kulturdenkmal-Portal Hungaricana.hu